# Cape Canaveral Space Force Station Lanceercomplex 15

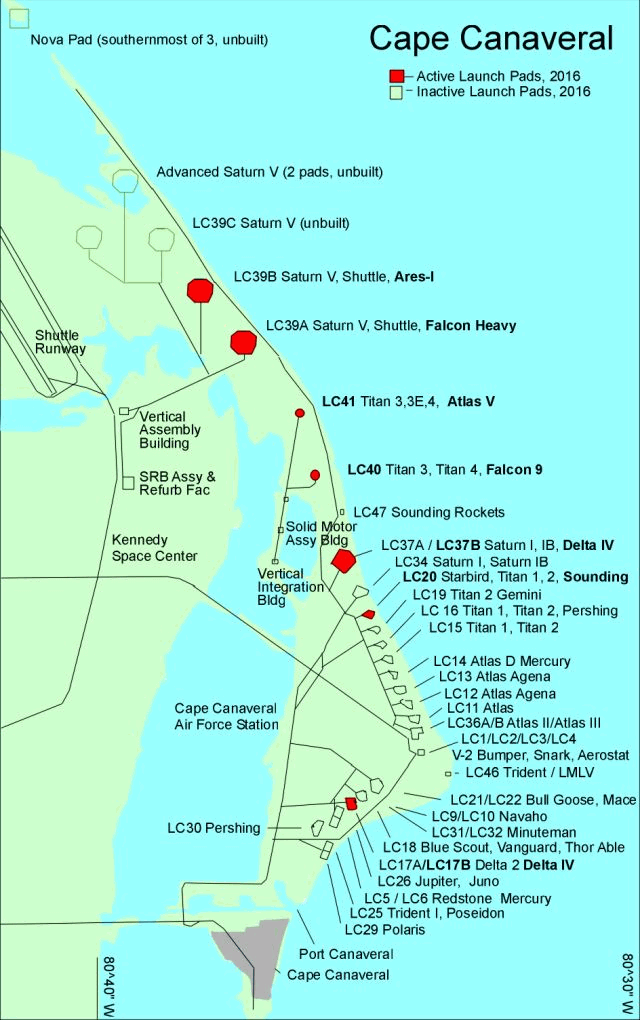
De locatie van LC-15

Cape Canaveral Space Force Station Lanceercomplex 15, (afgekort oorspronkelijk: LC-15, sinds 2023: SLC-15) is een van de lanceercomplexen van het Cape Canaveral Space Force Station. Het werd eind jaren 1950 samen met de lanceercomplexen LC-16, LC-19 en LC-20 aangelegd op het toenmalige Cape Canaveral Air Force Station om er Intercontinentale ballistische raketten (ICBM’s) van het type HGM-25A alias Titan I te testen. Deze complexen vormden samen met de vier test-lanceercomplexen van de Atlas-ICBM de zogeheten Missile Row
Op 6 februari 1959 werd er voor het eerst een Titan I vanaf LC-15 gelanceerd. Er zouden in totaal tien Titan I-raketten van LC-15 worden gelanceerd; de laatste in september 1960. Hierna werd het complex aangepast voor de LGM-25C oftewel Titan II die er tussen juni 1962 en 9 april 1964 zestienmaal werd gelanceerd. In 1967 werden de metalen constructies van het complex gesloopt. De betonnen constructies bleven staan, maar het terrein werd lange tijd niet meer gebruikt. Het blokhuis, de bunker waarin het lanceercentrum aan de rand van het complex was gevestigd werd in 2011 gesloopt. 
Op 7 maart 2023 werden de Missile Row-complexen LC-13, -14 en -15 aan lanceerbedrijven met nieuwe, lichte draagraketten toegewezen. De namen van de complexen werden daarbij aangepast van LC (Launch Complex) naar SLC (Space Launch Complex); de term die het Pentagon sinds 1997 gebruikt voor actieve lanceercomplexen die voor de ruimtevaart worden gebruikt. SLC-15 werd toegewezen aan ABL Space Systems dat het complex zal inrichten voor lanceringen van hun RS1. Tot de verbouwing van het complex klaar is, zal het bedrijf voor lanceringen vanaf Cape Canaveral het door meerdere gebruikers gedeelde Lanceercomplex 46 gebruiken met een mobiele lanceerinstallatie.